# Velódromo de Vincennes
El velódromo de Vincennes (en francés: Vélodrome de Vincennes, oficialmente Vélodrome Jacques Anquetil) es un estadio multiproposito ubicado en Vincennes, cerca de París, Francia. Fue el escenario principal de los Juegos Olímpicos de París 1900. Actualmente se utiliza para partidos de fútbol y rugby.

## Historia
Inicialmente construido como un velódromo en 1894, se convirtió en el principal estadio para los Juegos Olímpicos de verano 1900, donde la ceremonia de apertura tuvo lugar. Sin embargo, la pista y sobre el terreno los acontecimientos se celebraron en la pista del Racing Club de Francia. Acontecimientos que tuvieron lugar en el Velódromo incluido el ciclismo, cricket, rugby unión, fútbol y gimnasia. El estadio también se utilizó para el ciclismo y el fútbol en el 1924 los Juegos Olímpicos.
Además, el velódromo fue la línea de meta del Tour de Francia entre 1968 y 1974, época destacada por ser la del cinco veces campeón Eddy Merckx.

Vélodrome Jacques-Anquetil

| Predecesor: Panathinaiko Atenas 1896 | Estadio Olímpico París 1900 | Sucesor: Francis Field San Luis 1904 |

- Datos: Q420494
- Multimedia: Vélodrome de Vincennes / Q420494